# Zamarada tortura
Zamarada tortura là một loài bướm đêm trong họ Geometridae.